# Happach (Erdweg)
Koordinaten: 48° 22′ N, 11° 18′ O
Happach ist ein Ortsteil der Gemeinde Erdweg im Landkreis Dachau (Bayern).

## Geographie
Der Weiler Happach befindet sich etwa fünf Kilometer nördlich von Erdweg.

## Geschichte
1478 wurde Happach erstmals als Hagbach "Siedlung am Heckenbach" erwähnt. Drei Bauernhöfe waren bis zur Säkularisation im Besitz der Freisinger Fürstbischöfe.

## Sehenswürdigkeiten
- Marienkapelle: 18./19. Jahrhundert, Restaurierung 2006;[1]